# Uposatha
De Uposatha (Pali: upósatha; Thai: Wan Phra; Sinhala: Poya) is in het boeddhisme de vollemaandag waarop de monnikengemeenschap maandelijks bij elkaar komt om de volledige set levensregels te reciteren. Door de burgers wordt de dag gezien als een waarop extra aandacht wordt gegeven aan de boeddhistische cultivering. Velen nemen onder leiding van de monniken de 8 levensregels op zich waartoe het niet eten na het middaguur behoort, en zo mogelijk luisteren ze naar religieuze instructie, en brengen de monnikengemeenschap voedsel en andere kleinere en grotere gaven.
De precieze dag waarop de Upósatha valt, is afhankelijk van de maan. De Uposatha valt op de volle maan, de nieuwe maan en de tussenliggende halve manen. Uposatha valt aldus ongeveer 4 keer per maand en het aantal dagen tussen twee Uposathas is 5, 6 of 7. De Uposatha neemt een relatief belangrijke plaats in in het Theravada boeddhisme. In het Mahayana boeddhisme is het belang van de Uposatha-dagen gering.

## Oorsprong
De Upósatha werd ten tijde van Gautama Boeddha door de meeste religieuze stromingen geobserveerd. De Upósatha-dagen werden door deze verschillende stromingen veelal gebruikt om uitleg en instructie te geven aan de leken-volgelingen. Deze kwamen op de Upósatha-dag naar de kloosters en tempels om te luisteren naar toespraken en predikingen. Koning Bimbisara verzocht de Boeddha om toestemming om ook in het boeddhisme dit gebruik te volgen, wat de Boeddha vervolgens gaf. Sindsdien is de wekelijkse Upósatha-dag een belangrijke dag voor zowel de monniken als de leken.

## Praktijken
De Upósatha van de vollemaandag is strikt genomen de enige avond van extra cultiveren. Het was en is bij volle maan gemakkelijker om niet-verlichte wegen en paden naar het woudklooster te vinden. Na het overlijden van Boeddha, en nadat de burgerij zich op de viering van upósatha is gaan toeleggen, is de nieuwemaan-dag er aan toegevoegd. Bij het groter worden van de Himalaya boeddhistische stromingen zijn ook de twee tussenliggende halvemaandagen er aan toegevoegd. Op de tussenliggende 'kleine' Upósathas wordt de patimokkha niet gereciteerd.
In de kloosters geassocieerd met de traditie van Ajahn Chah blijven de monniken op de Upósatha dagen in ieder geval tot middernacht op, en zijn er 's avonds toespraken en wordt er gezamenlijk (als groep) gemediteerd. Sommige monniken mediteren de hele nacht, en zien op de Upósatha af van het zichzelf neerleggen om te gaan slapen.
Sommige leken-boeddhisten die de praktijk van het boeddhisme relatief veel belang in hun leven toekennen, gebruiken de wekelijkse Uposatha-dag om zich meer serieus op het boeddhisme te richten. Op de Upósatha-dag ondernemen zij de bovengenoemde Acht Levensregels waarvan er drie een aanvulling zijn op de Vijf Levensregels die iedere leek probeert aan te houden. Zij die de acht levensregels aanhouden kleden zich op die dag dan ook vaak in het wit, hetgeen symbool staat voor puurheid.
Op deze dagen brengen sommige (vaak oudere) dorpelingen vaak de gehele dag en nacht door in het klooster, en heeft het naast een religieus karakter ook een sociaal karakter voor deze mensen. Het is niet ongewoon als er op deze dagen zo'n 20 tot 30 extra mensen in het klooster verblijven en een eigen slaapplekje zoeken in een van de openbare gebouwen van het klooster. Indien de Upósatha in het weekeinde valt verdubbelt dit aantal. In veel kloosters wordt ook de wekelijkse toespraak voor bezoekers en geïnteresseerden veelal op de avond van de Upósatha gehouden. 

## Huidige situatie
Vroeger was de Upósatha de wekelijkse vrije dag in de Theravada boeddhistische landen als Thailand, Myanmar en Sri Lanka. Met de komst van verdergaande verwesterlijking en internationalisering in deze landen, nam het belang van het vrije weekend toe en verloor de Upósatha haar invloed op de werkweek in die landen.
De Upósatha neemt echter nog steeds een belangrijke plaats in in het religieuze leven, met name in de kloosters van het Theravada boeddhisme. In deze kloosters heeft de wekelijkse Upósatha een grote invloed op het leven van de bhikkhus die in de kloosters wonen. De week is voor de monniken in de boeddhistische kloosters niet rond het weekend maar rond de Upósatha georganiseerd.
Sommige van de boeddhistische kloosters in het westen zijn echter overgestapt op de indeling gebaseerd op het weekend omdat dit beter uitkomt voor veel westerse boeddhisten. De pátimokkha echter wordt in die kloosters nog steeds op de Upósatha gereciteerd.
Op veel boeddhistische kalenders worden de Upósatha-dagen weergegeven door middel van een klein maantje.

## Vergelijking met andere religies
De functie van de Upósatha-dag is te vergelijken met de zondag in het christendom, en de sjabbat in het jodendom. In het boeddhisme worden de praktijken die geassocieerd worden met de Upósatha echter vrijwillig ondernomen.